# Bataille de Jiangling (223)
Campagne contre le Wu de Cao Pi
La bataille de Jiangling se déroule en 223, au début de la période des Trois Royaumes de l'Histoire de la Chine. Elle oppose le royaume de Wei aux armées de Sun Quan et a lieu dans la commanderie de Jiangling de la Province de Jing. Cette bataille fait partie d'un plan d'invasion sur trois fronts imaginé par Cao Pi, l'empereur du Wei, pour s'emparer des territoires de Sun Quan. Cette campagne dure de l'automne 222 à l'été 223, mais les combats les plus intenses sont ceux pour la possession de la forteresse de Jiangling.

## La situation avant la bataille
Lorsque Liu Bei, le dirigeant du nouveau royaume de Shu, attaque Sun Quan lors de la bataille de Xiaoting en 222, Sun envoie immédiatement des présents à Cao Pi pour faire acte de soumission. En effet, Cao Pi a mis fin en 220 à la dynastie Han, et fondé un nouveau royaume, le Wei, en se proclamant empereur. Hors Liu Bei vise lui aussi le trône impérial, d'où se rapprochement rapide entre les deux ennemis du Shu.
Normalement, une telle soumission fait de Sun Quan un vassal du Wei, mais dans les faits, il agit comme s'il était totalement indépendant. Cette attitude ambiguë amène Liu Ye, un conseiller de Cao Pi, à proposer à l'empereur du Wei d'attaquer Sun Quan pendant qu'il est occupé à se battre contre le Shu. Mais Cao Pi rejette cette proposition, car il a besoin de la soumission de façade de Sun Quan pour renforcer son autorité et celle de la dynastie qu'il vient de fonder. Ce n'est qu'après la victoire de Sun Quan sur Liu Bei en août 222, que Cao Pi commence à planifier une attaque contre Sun Quan. A contrario, Liu Ye s'oppose à ce projet, car il juge qu'il arrive trop tard. La mobilisation des troupes du Wei commence lors du neuvième mois lunaire de 222; alors que Cao Pi demande régulièrement à Sun Quan d'envoyer son fils aîné en otage à la cour du Wei. Peu enclin à accéder à la demande de l'empereur du Wei, Sun Quan refuse en envoyant une lettre d'excuse rédigée sur un ton très humble. Ce refus poli est rapidement suivi par une nouvelle demande de Cao Pi pour un envoi d'otage, qui est également rejetée, ce qui met fin aux pourparler de paix et déclenche la guerre.
Le plan d'attaque de Cao Pi prend place sur trois fronts en simultané : pendant que Cao Xiu attaque Dongkou et que Cao Ren doit prendre Ruxu; Cao Zhen et Xiahou Shang doivent capturer Jiangling, la capitale de la commanderie de Nan et de la province de Jing. En réponse à cette attaque, fin octobre ou début novembre 22, Sun Quan se déclare indépendant du Wei en décrétant le début de la première ère de son règne, l’ère Huangwu (黃武); une pratique normalement réservée aux seuls empereurs.

## La bataille

### L'avancée des troupes du Wei
Lorsque les armées du Wei commencent à marcher sur les territoires contrôlés par Sun Quan, ce dernier tente de régler la situation par la voie diplomatique, mais le Wei rejette toutes ses propositions. Il utilise alors la seule option qui lui reste et tente, avec succès de renouer ces liens avec Liu Bei.
Le premier objectif du Wei est d'envahir la commanderie de Nan et ainsi prendre le contrôle de Jiangling, la capitale de la province de Jing. À priori, les armées du Wei partent de Xiangyang et Fancheng; d'où Cao Zhen, Xiahou Shang et Zhang He partent attaquer Jiangling, pendant que Cao Pi part de Luoyang, la capitale du Wei, en direction Wancheng, à la tête d'une armée de secours, pour le cas où un des fronts aurait besoin de renfort. À ce point des opérations, la situation est critique pour les troupes de Sun Quan, car Zhu Ran, le général en chef de ses armées, a peu de troupes sous ses ordres. la situation s'aggrave encore lorsque les défenseurs de la commanderie de Nan sont débordés par l'attaque ennemie, après la victoire de Zhang He contre Sun Sheng (孫盛). Après cela, Zhang He avance pour aider le gros des troupes qui assiège Jiangling.

### Le siège de Jiangling
Dès leur arrivée sur place, les troupes de Zhang He se mettent à construire des ponts flottants entre la rive sud du fleuve Yangzi Jiang, en face de Jiangling, et des bancs de sable situé plus au nord. Le but est d'installer des soldats dans cette zone pour couper les approvisionnements de Zhu Ran, qui est assiégé dans la ville. En plus de garder à distance ses ennemis, Zhu Ran doit aussi s'occuper de maintenir l'ordre en ville. Ainsi, lorsque les réserves d'eau potable de la ville commencent à s'épuiser, des soldats et des civils s'entendent pour ouvrir les portes et se rendre au Wei, mais Zhu Ran ne leur laisse pas le temps de mettre leur plan à exécution.
De leur côté, les troupes du Wei doivent faire face à un sérieux problème, car les ponts flottants n'étant pas assez protégés, les troupes qui ont été déployées sur les bancs de sable font des cibles de choix pour les défenseurs. Finalement, la position doit être évacuée. Rapidement, des renforts arrivent pour les troupes de Sun Quan, avec à leur tête Zhuge Jin et Yang Can (楊粲). Au vu de la situation, Pan Zhang dit : "Au début, la progression de l'armée du Wei fut très rapide, et les eaux de la rivière n'étaient pas assez profondes pour être navigables, ce qui fait que dans un premier temps, nous n'étions pas de taille face à eux." Il donne ensuite l'ordre à ses hommes de remonter le cours du fleuve, pour s'installer cinquante li en amont du camp du Wei. Une fois arrivées sur place, les troupes de Pan Zhang coupent des arbres et récupèrent du bois flottant pour construire de grands radeaux chargés de bois. Ces radeaux sont ensuite embrasés et envoyé par le fleuve contre les ponts flottants, qui finissent tous réduits en cendres. Une fois ce plan exécuté, Pan Zhang lève le camp et organise une contre-attaque contre les troupes du Wei.
Le conflit dure six mois et s’arrête en juin 223, lorsqu'une épidémie décime l'armée du Wei et force les survivants à lever le siège et se replier. C'est ainsi que, lorsque l'été débute, Cao Pi est déjà rentré à Luoyang.

## Conséquences
Pendant que se déroule le repli depuis Jiangling, les batailles de Dongkou et Ruxu se concluent également par des victoires des troupes de Sun Quan, ce qui provoque un repli généralisé des troupes du Wei sur les trois fronts.

## Ordre de bataille
|  | Troupes pour attaquer Jiangling et la commanderie de Nan: - Général en Chef Vétéran(上軍大將軍) Cao Zhen - Palace Attendant (侍中) Xin Pi - Général Vétéran Qui Attaque le Sud (征南大將軍) Xiahou Shang, - Shi Jian (石建) - Gao Qian (高遷) - Général de la Gauche (左將軍) Zhang He - Général de la Droite (右將軍) Xu Huang Troupes de renfort de Wancheng: - L'empereur du Wei Cao Pi - Garde du Palais (侍中) Dong Zhao - Garde du Palais (侍中) Liu Ye - Général Qui Attaque les Rebelles (討逆將軍) Wen Ping | Troupes assurant la défense de Jiangling: - Général Qui Attaque le Nord (征北將軍) Zhu Ran - Préfet de Jiangling (江陵令) Yao Tai (姚泰). Voyant que les défenseurs de Jiangling sont inférieurs en nombre aux troupes du Wei et que la forteresse va bientôt être à court de vivres, il tente de collaborer avec l'ennemi. Son complot étant découvert, il finit exécuté. - Marquis de Xuancheng Jiang Yi (蒋壹). Tué lors de la bataille de la commanderie de Nan. Renforts: - Général Qui Pacifie le Nord (平北將軍) et Administrateur de Xiangyang (襄陽太守) Pan Zhang, - Général de la Gauche (左將軍) Zhuge Jin, - Yang Can (楊粲), - Sun Sheng (孫盛) |